# Berg Heil
Berg Heil! ist die traditionelle Grußformel von Bergsteigern – vorrangig in den deutschsprachigen Ostalpen –, die insbesondere dann angewandt wird, wenn Bergsteiger einen Gipfel erklommen haben. Oftmals ist er auch ein Synonym für den sogenannten Gipfelgruß.
Als Antwort erwidert man im Normalfall ebenfalls mit „Berg Heil!“.

## Geschichte
Am 8. August 1881 sollen sich auf dem Olperer in den Zillertaler Alpen erstmals die Bergsteiger August Böhm von Böhmersheim (1858–1930), Ludwig Purtscheller (1849–1900), Otto Zsigmondy (1860–1917) und Emil Zsigmondy (1861–1885) nach einem Gipfelsieg „Berg Heil!“ gewünscht haben. Die Anregung hierzu kam vom Wiener Geographen und Alpinisten August Böhm von Böhmersheim.
Wie ein Zeitungsbericht aus dem Jahr 1893, in dem davon berichtet wird, dass beim gerade eröffneten Erzherzog-Otto-Schutzhaus auf der Rax über „dessen reisiggeziertem Eingange der Touristengruß „Berg-Heil“ dem Besucher entgegenwinkt“, zeigt, war der Gruß bereits zu dieser Zeit im alpinen Raum weit verbreitet.
Im Gegensatz zum Gruß „Gut Heil!“ bei den Turnern, der dem Turner Gesundheit und Wohlergehen wünscht, dem Gruß „Weidmannsheil!“, der dem Jagdgefährten gilt, wird bei „Berg Heil!“ eigentlich der Berg begrüßt, der dem Besteiger Gesundheit, Wohlergehen, Freude und Glück beschert.

## Verbreitung
Die Formel „Berg Heil!“ ist vorrangig in den deutschsprachigen Ostalpen verbreitet. So ist diese Grußformel in der Schweiz kaum bekannt. In den italienischen Alpen gratuliert man sich zumeist mit „Auguri!“ (wörtl. Glückwünsche!). Der Gruß „Berg Heil!“ kommt gelegentlich jedoch auch bei Sektionsveranstaltungen der Alpenvereine vor: Berg – Heil! Die Naturfreunde wiederum gratulieren sich auf den Berggipfeln mit „Berg frei!“. „Berg frei!“ wurde von der im Jahr 1900 gegründeten Ortsgruppe Graz der Naturfreunde – offizielle Gründung des Hauptvereins war im Jahr 1895 – zum Gruß ihrer Mitglieder erkoren und wurde bald darauf zum offiziellen Gruß der von Sozialisten und der Arbeiterbewegung gegründeten Naturfreunde. Das Signet der Naturfreunde, der Handschlag mit drei Alpenrosen, steht dabei für die Solidarität der Arbeiterbewegung. Heutzutage ist der Gruß „Berg frei!“ jedoch bereits weniger verbreitet.
Seitens der Alpenvereine kam es in den nachfolgenden Jahrzehnten immer wieder zu Veröffentlichungen, die auch den Ausdruck „Berg Heil!“ in ihrem Titel trugen. Darunter das 2011 erschienenen Buch Berg Heil! – Alpenverein und Bergsteigen von 1918 bis 1945 und die gleichnamige Ausstellung desselben Jahres.
Da der Deutsche und Österreichische Alpenverein bis zum „Anschluss“ Österreichs im Jahre 1938 die einzige bedeutende Organisation war, die symbolisch für die großdeutsche Staatsidee stand, und viele seiner Mitglieder eine antisemitische Grundhaltung und somit eine Nähe zur nationalsozialistischen Ideologie und dem Bekenntnis zum Zusammenschluss Deutschlands und Österreichs besaßen, steht der Ausdruck „Berg Heil!“ heute oftmals in der Kritik. Der Ausdruck wird dabei schon seit Jahrzehnten kontrovers betrachtet.